# Victoria (Labuan)
Victoria es la capital del Territorio Federal de Labuan, Malasia. Está situada al norte de la costa de Borneo. El nombre oficial es Bandar Labuan (Pueblo de Labuan, en Jawi: بندر لابوان).